# No sé decir adiós
No sé decir adiós is een Spaanse film uit 2017, geregisseerd door Lino Escalera.

## Verhaal
Carla krijgt telefoon vanuit het plaatsje waar ze is opgegroeid in het zuiden van Spanje. Haar vader, met wie ze al jaren niet meer heeft gesproken, is erg ziek. Ze weigert het onder ogen te zien en besluit, ondanks ieders mening, hem naar Barcelona te brengen, waar ze ervan overtuigd is dat ze zijn leven kunnen redden. Samen reizen ze door het land in een wanhopige race om de dood voor te blijven en in een poging verloren tijd terug te winnen.

## Rolverdeling
| Acteur          | Personage |
| --------------- | --------- |
| Juan Diego      | José Luis |
| Nathalie Poza   | Carla     |
| Lola Dueñas     | Blanca    |
| Pau Durà        | Nacho     |
| Miki Esparbé    | Sergi     |
| Emilio Palacios | Dani      |
| Noa Fontanals   | Irene     |
| Marc Martínez   | Marcelo   |

## Ontvangst

### Prijzen en nominaties
Een selectie:
| Jaar | Evenement                       | Categorie                  | Genomineerde  | Resultaat   |
| ---- | ------------------------------- | -------------------------- | ------------- | ----------- |
| 2018 | Premios Goya (32ste uitreiking) | Beste actrice              | Nathalie Poza | Gewonnen    |
| 2018 | Premios Goya (32ste uitreiking) | Beste vrouwelijke bijrol   | Lola Dueñas   | Genomineerd |
| 2018 | Premios Goya (32ste uitreiking) | Beste debuterend regisseur | Lino Escalera | Genomineerd |